# Nová Baňa
Nová Baňa (în germană Königsberg an der Gran, în maghiară Ujbánya) este un oraș din Slovacia cu 7.516 locuitori.

## Demografie
| An:                | 1994 | 2004    | 2014   | 2024   |
| ------------------ | ---- | ------- | ------ | ------ |
| Număr de persoane: | 8606 | 7485    | 7529   | 6841   |
| Diferență:         |      | −13,02% | +0,58% | −9,13% |

| An:                | 2023 | 2024   |
| ------------------ | ---- | ------ |
| Număr de persoane: | 6858 | 6841   |
| Diferență:         |      | −0,24% |